# EMBT
EMBT es un estudio español de arquitectura fundado por Enric Miralles y Benedetta Tagliabue en 1994 con sede en Barcelona, España.
Tras la muerte de Enric Miralles en el año 2000 la actual directora del estudio es su viuda, Benedetta Tagliabue.

## Principales obras
- Rehabilitación del Mercado de Santa Caterina
- Reforma de un piso en la calle Mercaders
- Rehabilitación de una casa en La Clota
- Embarcadero (Tesalónica, Grecia)
- Rehabilitación del Ayuntamiento (Utrecht, Holanda)
- Escuela de Arquitectura de Venecia
- Casa Damge
- Palacio de Deportes de Chemnitz
- Palacio de Deportes de Leipzig
- Laboratorios Universitarios en Dresde
- Kolonihaven (Casita de madera)
- Casa Club de Golf de Fontanals
- Ampliación del Cementerio de San Michele de Isola
- Parlamento de Edimburgo Escocia) -- póstumo
- Biblioteca Pública de Palafolls
- Museo Maretas en Lanzarote
- Parque Diagonal Mar Barcelona)
- Parque Santa Rosa en Mollet
- Biblioteca Nacional del Japón (Tokio, Japón)
- Seis viviendas en Borneo Eiland
- Escuela de Música de Hamburgo
- Campus de la Universidad de Vigo (Vigo)
- Tribunal de Justicia de Salerno
- Edificio de Gas Natural (Barcelona) -- póstumo
- Granja Moore
- Pantallas Acústicas en la Gran Vía de las Cortes Catalanas, Barcelona.
- Pabellón de España en la Expo 2010, Shanghái